# Анна-Лінн Маккорд
Анна-Лін Маккорд (англ. AnnaLynne McCord, нар. 16 липня 1987 року, Атланта, США) — американська акторка і модель, що отримала популярність завдяки ролі Наомі Кларк у серіалі «90210: Нове покоління» та Іден Лорд в «Частинах тіла».

## Життєпис
Народилася 16 липня 1987 року, наймолодшою із трьох дочок у родині. Вона здобула домашню освіту та отримала диплом про загальну середню освіту в 15-річному віці. Потім почала працювати моделлю в агентстві Wilhelmina Modeling Agency, знявшись у декількох рекламах і з'явившись у музичних кліпах різних груп. Також недовгий час була моделлю журналу Seventeen.

## Кар'єра
У 2005 році з'явилася в італійському фільмі «Різдво в Маямі», а в 2007 — у фільмі жахів « День мерців». Знялася в гостьових ролях у серіалах «Поруч із будинком» та «Чужа сім'я», а також виконала роль бунтарки Лорен Вейкфілд у серіалі каналу MyNetworkTV «Американська спадкоємиця». Також Маккорд знялася у мелодрамі «Правила брехні», але серіал так і не вийшов у зв'язку зі змінами у політиці каналу, який відмовився від випуску мелодраматичних серіалів. Виконала гостьові ролі в серіалах «Дурнушка», «Університет» та «Мертва справа».
Знялася у кліпі «Baby, I'm In Love» мексиканської співачки Талії . Також вона зіграла роль психічно неврівноваженої німфоманки Іден Лорд у серіалі «Частини тіла». За словами актриси, їй «сподобалося грати погану дівчинку».
У 2008 році Маккорд отримала роль Наомі Кларк у серіалі «90210: Нове покоління» як антигоністки головної героїні серіалу, проте незабаром багато критиків стали називати Наомі провідним персонажем серіалу . За інформацією ресурсу «E! On-Line», пробувалась на роль Розалі Гейл (у фільмі «Сутінки») і на роль Хайді (у фільмі «Сутінки» Сага. Молодий місяць»). За словами акторки, це вона відмовилася від пропозиції.
Маккорд виконала роль у п'єсі «Love, Loss, and What I Wore» Нори та Делії Ефрон з 27 квітня по 29 травня 2011 року. Її колегами стали Кончата Феррелл, Мінка Келлі, Енн Міра та Б. Сміт .
У 2012 році на кінофестивалі «Санденс» відбулася прем'єра незалежного фільму жахів « Обрізання», в якому Анна-Лін постала в незвичному для себе образі непривабливої школярки-аутсайдера на ім'я Полін. Гру актриси відзначили багато кінокритиків, деякі навіть оцінили фільм негативно.
Восени 2013 року Маккорд отримала роль у третьому сезоні серіалу «Даллас» .

## Особисте життя
Маккорд довгий час зустрічалася з Келланом Латсом. Їх бачили разом не раз, а чутки про їхній роман з'явилися ще на початку 2009 року, але весь цей час актори не коментували свої відносини і перебували в журналістів у списку передбачуваних пар (англ. hottiest maybe-couples). Восени 2010 року Маккорд підтвердила, що її пов'язують романтичні відносини з Келланом . Пара часто проводила час разом і не приховувала своїх стосунків. 16 квітня Келлан Латс та Анна-Лінн Маккорд під час відпочинку на острові Сен-Мартен відвідали нічний клуб Tantra .
Після остаточного розставання з Латсом, у Маккорд почався роман із зіркою серіалу «Втеча з в'зниці», Домініком Перселлом, який на 17 років старший за неї.
У 2009 році приєдналася до програми школи «Woodland Regional High» та фонду «Woodland for Women Worldwide» на підтримку матерів Сомалі — фонд розвиває можливості сучасних жінок та дівчат за допомогою перспектив навчання, а також із жорстоким ставленням. Актриса стала представником організації та її високо оцінили за гуманітарні заслуги.
12 червня 2014 року Анна-Лін зізналася, що у 18 років її зґвалтував друг у її власному будинку.

## Фільмографія

### Кіно
| Кіно | Кіно                     | Кіно                                   | Кіно            | Кіно                                 |
| Рік  | Назва                    | В оригіналі                            | Обов'язки       | Примітки                             |
| ---- | ------------------------ | -------------------------------------- | --------------- | ------------------------------------ |
| 2002 | На півдорозі в нікуди    | The Middle Of Nowhere                  | Кассандра       |                                      |
| 2005 | Перевізник 2             | Transporter 2                          | Викрадачка      | епізодична роль                      |
| 2007 | Острів поганих дівчат    | Bad Girl Island                        | Симона          | Головна роль                         |
| 2008 | День мерців              | Day Of The Dead                        | Ніна            | роль другого плану                   |
| 2008 | Привиди Моллі Хартлі     | The Haunting Of Molly Hartley          | Сюзі            | епізодична роль                      |
| 2009 | Запали цього літа!       | Fired Up!                              | Гвінет          | роль другого плану                   |
| 2010 | Америка                  | Amexica                                | Жінка           | Головна роль                         |
| 2010 | Стовбур                  | Gun                                    | Габріелла       | головна жіноча роль                  |
| 2011 | Розрахунок               | Blood Out                              | Аня             | головна жіноча роль відразу на відео |
| 2012 | Обрізання                | Excision                               | Полін           | Головна роль                         |
| 2013 | Офіцер поранений         | Officer Down                           | Жанна Дронов    | головна жіноча роль                  |
| 2014 | Подвійна гра             | Gutshot Straight                       | Мей             | головна жіноча роль                  |
| 2015 | Маленький помічник Санти | Santa's Little Helper                  | Біллі           | головна жіноча роль                  |
| 2016 | Пожежа на смітнику       | Trash Fire                             | Перл            | роль другого плану                   |
| 2017 | Вбити за 68              | 68 Kill                                | Ліза            | головна жіноча роль                  |
| 2018 |                          | First We Take Brooklyn / Brooklyn Guns | Естер           |                                      |
| 2019 | Кошмар у раю             | Nightmare In Paradise                  | Ліз             |                                      |
| 2019 | Беззвучний               | Tone-Deaf                              | Блер            |                                      |
| 2019 | Американська шкіра       | American Skin                          | Еллісон Рендалл |                                      |
| 2020 |                          | A Soldier's Revenge                    | Хізер           |                                      |
| 2021 |                          | Feral State                            | детектив Елліс  |                                      |
| 2022 | Титанік 666              | Titanic 666                            | Мія Стоун       | [ 17 ]                               |

### Телесеріали
| Телебачення | Телебачення                                          | Телебачення                                | Телебачення     | Телебачення                                               |
| Рік         | Назва                                                | В оригіналі                                | Роль            | Примітки                                                  |
| ----------- | ---------------------------------------------------- | ------------------------------------------ | --------------- | --------------------------------------------------------- |
| 2006        | Чужа сім'я                                           | Orange County                              | дівчинка        | 1 епізод                                                  |
| 2006        | Поруч з будинком                                     | Close To Home                              | Сара            | 1 епізод                                                  |
| 2007        | Мертва справа                                        | Cold Case                                  | Бека Кроссан    | 1 епізод                                                  |
| 2007        | Дурня                                                | Ugly Betty                                 | Петра           | 2 епізоди                                                 |
| 2007        | C.S.I.: Місце злочину Маямі                          | CSI: Miami                                 | Шеррі Вільямсон | 1 епізод                                                  |
| 2007        | Американська спадкоємиця                             | American Heiress                           | Лорен Вейкфілд  | 61 епізод                                                 |
| 2007        | Університет                                          | Greek                                      | Дестіні/Петті   | 1 епізод                                                  |
| 2007-2009   | Частини тіла                                         | Nip/Tuck                                   | Іден Лорд       | 12 епізодів                                               |
| 2008        | Важкий випадок                                       | Head Case                                  | Подружка Тарда  | 1 епізод                                                  |
| 2008-2013   | 90210: Нове покоління                                | 90210                                      | Наомі Кларк     | 114 епізодів (головна роль)                               |
| 2010        | Подвоєна виставка                                    | Double Explosure                           | Актриса         | 1 епізод                                                  |
| 2011        | Нічні історії                                        | Night Tales                                | Н/Д             | телевізійний фільм                                        |
| 2014        | Даллас                                               | Dallas                                     | Хізер           |                                                           |
| 2016        | Люцифер                                              | Lucifer                                    | Даліла          | епізод                                                    |
| 2016        | Красуня і чудовисько                                 | Beauty and the beast                       | Діана Вон       | 4-й сезон 8-ма серія                                      |
| 2018        |                                                      | Let's Get Physical                         | Клаудіа         | 8 серій                                                   |
| 2019        | «Ювілейний кошмар» / «Несправедливо звинувачена Ліз» | Anniversary Nightmare / Wrongfully Accused | Ліз             | телевізійний фільм                                        |
| 2020        |                                                      | Feliz NaviDAD                              | Софія           | телевізійний фільм                                        |
| 2021–2022   | Легенди завтрашнього дня                             | Legends of Tomorrow                        | Ірма Роуз       | Епізод: «Напружений вестерн»                              |
| 2021–2022   |                                                      | Power Book III: Raising Kanan              | Тоні Діп        | Епізод: «Назад у той день», «Що відбувається в Кетскіллс» |

## Нагороди
У 2009 році здобула премію Young Hollywood Superstar у номінації «Актриса завтрашнього дня». Також номінувалася на премію « Teen Choice Awards» за виконання ролі Наомі. У 2010 році здобула премію «Прорив року» у номінації «Визначне виконання ролі» за роль Наомі.